# CARA Brazzaville
Der Club Athlétique Renaissance Aiglon Brazzaville ist ein in der Hauptstadt der Republik Kongo beheimateter Sportverein, der insbesondere für seine Herren-Fußballmannschaft bekannt ist. Diese machte international auf sich aufmerksam, als man 1974 im Verlauf des African Cup of Champions Clubs – des Vorläufers der CAF Champions League – zunächst in der zweiten Runde den Titelverteidiger AS Vita Club bezwang und schließlich überraschend in den Finalpartien gegen Ghazl El-Mehalla aus Ägypten gewann. Der bekannteste Spieler CARAs war François M’Pelé.
Hervorzuheben ist auch die Damen-Handballsparte, deren Spielerinnen 1983 das Finale der African Women’s Handball Champions League und 1989 das Finale des African Women’s Handball Cup Winners’ Cup erreichten. In letzterem Wettbewerb konnten sie sich darüber hinaus bislang zwei Mal, zuletzt 2005, den dritten Platz sichern.

## Erfolge der Herren-Fußballabteilung
- African Cup of Champions Clubs: 1974
- Kongolesische Meisterschaft: 1970, 1972, 1973, 1974, 1975, 1976, 1981, 1984, 2008
- Coupe du Congo de football: 1981, 1986, 1992

## CARA in den CAF-Wettbewerben
| Saison | Wettbewerb               | Runde         | Gegner                    | Gesamt           | Hin     | Rück    |
| ------ | ------------------------ | ------------- | ------------------------- | ---------------- | ------- | ------- |
| 1970   | CAF Champions Cup        | 1. Runde      | Aigle Royal FC Libreville | 5:5              | 3:0 (A) | 2:5 (H) |
| 1970   | CAF Champions Cup        | 2. Runde      | TP Englebert              | 2:5              | 0:3 (A) | 2:2 (H) |
| 1973   | CAF Champions Cup        | 1. Runde      | Sports Dynamic Bujumbura  | 3:2              | 1:0 (H) | 2:2 (A) |
| 1973   | CAF Champions Cup        | 2. Runde      | Léopards Douala           | 1:2              | 0:2 (A) | 1:0 (H) |
| 1974   | CAF Champions Cup        | 1. Runde      | Zalang COC Libreville     | 7:1              | 3:1 (H) | 4:0 (A) |
| 1974   | CAF Champions Cup        | 2. Runde      | AS Vita Club Kinshasa     | 4:3              | 4:0 (H) | 0:3 (A) |
| 1974   | CAF Champions Cup        | Viertelfinale | Djoliba AC                | 3:0              | 0:0 (A) | 3:0 (H) |
| 1974   | CAF Champions Cup        | Halbfinale    | ASC Jeanne d’Arc          | 6:1              | 2:0 (H) | 4:1 (A) |
| 1974   | CAF Champions Cup        | Finale        | Ghazl Al-Mehalla          | 6:3              | 4:2 (H) | 2:1 (A) |
| 1975   | CAF Champions Cup        | 2. Runde      | Silures Bobo-Dioulasso    | 9:4              | 4:0 (H) | 5:4 (A) |
| 1975   | CAF Champions Cup        | Viertelfinale | Hafia FC                  | 2:2 (i. E.: 3:4) | 2:0 (H) | 0:2 (A) |
| 1976   | CAF Champions Cup        | 1. Runde      | CS Imana Matadi           | 4:2              | 4:0 (H) | 0:2 (A) |
| 1976   | CAF Champions Cup        | 2. Runde      | Asante Kotoko             | 2:2 (a)          | 0:1 (A) | 2:1 (H) |
| 1982   | African Cup Winners’ Cup | 1. Runde      | USM Algier                | 1:2              | 1:0 (H) | 0:2 (A) |
| 1983   | CAF Champions Cup        | 1. Runde      | Dragón FC Bata            | 8:1              | 6:1 (H) | 2:0 (A) |
| 1983   | CAF Champions Cup        | 2. Runde      | Asante Kotoko             | 3:4              | 3:2 (H) | 0:2 (A) |
| 1985   | CAF Champions Cup        | 1. Runde      | OC Agaza Lomé             | 3:1              | 1:0 (A) | 2:1 (H) |
| 1985   | CAF Champions Cup        | 2. Runde      | AS Bilima Kinshasa        | 1:2              | 1:1 (A) | 0:1 (H) |
| 1993   | African Cup Winners’ Cup | 1. Runde      | Petro Atlético Luanda     | 2:3              | 1:0 (H) | 1:3 (A) |
| 2009   | CAF Champions League     | Qualifikation | Primeirode Agosto         | 3:7              | 2:5 (A) | 1:2 (H) |
| 2014   | CAF Confederation Cup    | Qualifikation | Al-Malakia                | 5:1              | 1:0 (A) | 4:1 (H) |
| 2014   | CAF Confederation Cup    | 1. Runde      | Étoile du Sahel           | 1:3              | 1:0 (H) | 0:3 (A) |
| 2015   | CAF Confederation Cup    | Qualifikation | AS Togo-Port Lomé         | 3:5              | 0:2 (A) | 3:3 (H) |
| 2017   | CAF Confederation Cup    | Qualifikation | Maghreb Fez               | 2:3              | 0:3 (A) | 2:0 (H) |

- 1970:  CARA siegt per Losentscheid.

Legende: (a) – Auswärtstorregel, (i. E.) – im Elfmeterschießen, (n. V.) – nach Verlängerung
Gesamtbilanz: 56 Spiele, 27 Siege, 5 Unentschieden, 24 Niederlagen, 86:66 Tore (Tordifferenz +20)

## Ehemalige Trainer
- Cicerone Manolache (1972–1974)